# Павлівська сільська рада (Чаплинський район)
Павлі́вська сільська́ ра́да — адміністративно-територіальна одиниця та орган місцевого самоврядування в Чаплинському районі Херсонської області. Адміністративний центр — село Павлівка.

## Загальні відомості
- Територія ради: 70 км²
- Населення ради: 1 447 осіб (станом на 2001 рік)

## Населені пункти
Сільській раді підпорядковані населені пункти:
- с. Павлівка
- с. Нововолодимирівка

## Склад ради
Рада складається з 16 депутатів та голови.
- Голова ради: Андрієвський Анатолій Леонідович
- Секретар ради: Ігнатенко Світлана Володимирівна

### Керівний склад попередніх скликань
| Прізвище, ім'я, по батькові      | Основні відомості                                                         | Дата обрання | Дата звільнення |
| -------------------------------- | ------------------------------------------------------------------------- | ------------ | --------------- |
| Андрієвський Анатолій Леонідович | Сільський голова, 1958 року народження, освіта вища, безпартійний         | 26.03.2006   | 31.10.2010      |
| Андрієвський Анатолій Леонідович | Сільський голова, 1958 року народження, освіта вища, член Партії регіонів | 31.10.2010   |                 |

Примітка: таблиця складена за даними сайту Верховної Ради України

### Депутати
За результатами місцевих виборів 2010 року депутатами ради стали:

#### За суб'єктами висування
| Суб'єкт висування                                       | Кількість обраних депутатів | %    |
| ------------------------------------------------------- | --------------------------- | ---- |
| Партія регіонів                                         | 8                           | 50   |
| Комуністична партія України                             | 5                           | 31,3 |
| Політична партія Всеукраїнське об'єднання «Батьківщина» | 3                           | 18,8 |

#### За округами
| № округу                                                | Прізвище, ім'я, по батькові      | Дата визнання обраним | Освіта  | Партійна приналежність | Відомості про обраного депутата                 |
| ------------------------------------------------------- | -------------------------------- | --------------------- | ------- | ---------------------- | ----------------------------------------------- |
| Комуністична партія України                             |                                  |                       |         |                        |                                                 |
| 3                                                       | Волошин Олексій Васильович       | 01.11.2010            | вища    | позапартійний          | тимчасово не працює                             |
| 6                                                       | Марченко Віктор Олександрович    | 01.11.2010            | вища    | позапартійний          | тимчасово не працює                             |
| 11                                                      | Мончик Андрій Юрійович           | 01.11.2010            | середня | позапартійний          | тимчасово не працює                             |
| 15                                                      | Сабій Тетяна Тимофіївна          | 01.11.2010            | середня | позапартійна           | тимчасово не працює                             |
| 16                                                      | Жечев Олександр Анатолійович     | 01.11.2010            | вища    | позапартійний          | Чаплинська ветлікарня, ветлікар                 |
| Партія регіонів                                         |                                  |                       |         |                        |                                                 |
| 1                                                       | Славінська Олена Тимофіївна      | 01.11.2010            | вища    | позапартійна           | Комунальне підприємство «Павлівське», бухгалтер |
| 2                                                       | Остовський Василь Григорович     | 01.11.2010            | середня | позапартійний          | Комунальне підприємство «Павлівське», водокач   |
| 4                                                       | Ігнатенко Світлана Володимирівна | 01.11.2010            | вища    | позапартійна           | Павлівська сільська рада, секретар              |
| 5                                                       | Угрін Роман Олександрович        | 01.11.2010            | середня | позапартійний          | ТОВ «Вішва Ананда», охоронник                   |
| 7                                                       | Єроменко Михайло Миколайович     | 01.11.2010            | вища    | позапартійний          | ТОВ «Вішва Ананда», гідротехнік                 |
| 8                                                       | Осінська Лідія Петрівна          | 01.11.2010            | вища    | член Партії регіонів   | тимчасово не працює                             |
| 12                                                      | Гринівецька Лариса Іванівна      | 01.11.2010            | вища    | член Партії регіонів   | Павлівська сільська рада, головний бухгалтер    |
| 13                                                      | Ставінський Володимир Леонідович | 01.11.2010            | вища    | позапартійний          | ГЮМК, наглядач                                  |
| Політична партія Всеукраїнське об'єднання «Батьківщина» |                                  |                       |         |                        |                                                 |
| 9                                                       | Коновалов Іван Григорович        | 01.11.2010            | середня | позапартійний          | тимчасово не працює                             |
| 10                                                      | Задорожнюк Володимир Дмитрович   | 01.11.2010            | середня | позапартійний          | 2 відділення ЧУЗС, водій                        |
| 14                                                      | Сернюк Олена Василівна           | 01.11.2010            | середня | позапартійна           | тимчасово не працює                             |

## Населення
Згідно з переписом УРСР 1989 року чисельність наявного населення села становила 1403 особи, з яких 696 чоловіків та 707 жінок.
За переписом населення України 2001 року в селі мешкало 1446 осіб.

### Мова
Розподіл населення за рідною мовою за даними перепису 2001 року:
| Мова       | Відсоток |
| ---------- | -------- |
| українська | 79,13 %  |
| російська  | 3,80 %   |
| вірменська | 0,48 %   |
| молдовська | 0,14 %   |
| угорська   | 0,07 %   |
| інші       | 16,38 %  |